# Puchar Polski kobiet w piłce nożnej 2005/06, grupa śląska
Puchar Polski kobiet w piłce nożnej w sezonie 2005/06, grupa: śląska
I runda – 24 sierpnia 2005
KS Goleszów – Goniec Chorzów 4:2
Wszystkie pozostałe zespoły awansowały dalej bez gry.
II runda – 21 września 2005
KS Goleszów – Bronowianka Kraków 3:1
TS Mitech Żywiec – Leśnik Kobiór 3:0- walkower
Finał – 19 października 2005 Żywiec
TS Mitech Żywiec – KS Goleszów 4:0